# Lijst van veldslagen (alfabetisch)
Dit is een alfabetische lijst van veldslagen.

## A
- Abrittus, slag bij (251)
- Adda, slag aan de (490)
- Ad decimum, slag bij (533)
- Adrianopel (313), slag bij (313)
- Adrianopel (324), slag bij (324)
- Adrianopel (378), slag bij (378)
- Agrigentum, slag bij (261 v.Chr.)
- Alamo, slag om de (1836)
- Alarcos, slag bij (19 juli 1195)
- Allia, slag aan de (387 v.Chr.)
- Almansa, slag van (25 april 1707)
- Amphipolis, slag bij (422 v.Chr.)
- Ane, slag bij (1227)
- Angers, slag bij (464)
- Anghiari, slag bij (1440)
- Angora, slag bij (28 juli 1402)
- Antietam, slag bij (17 september 1861)
- Antiochië, slag bij (218)
- Aquae Sextiae, slag bij (102 v.Chr.)
- Aquileia, slag bij (340)
- Aquilonia, slag bij (293 v.Chr.)
- Arausio, slag bij (105 v.Chr.)
- Slag bij de brug van Arcole - 1796 Napoleon loopt voorop met een vlag en neemt de strategische brug in
- Ardennenoffensief (16 december 1944 - 18 januari 1945)
- Argentovaria, slag bij (376)
- Arles (411), slag bij (411)
- Arles (430), slag bij (430)
- Arnhem, slag om (17-21 september 1944)
- Arretium, slag bij (285 v.Chr.)
- Asculum, slag bij (209 v.Chr.)
- Atrecht, slag bij (448)
- Austerlitz, slag bij (1805)
- Autun, slag bij (532)
- Avareyr, slag bij (451)
- Axpoele, slag van (21 juni 1128)
- Azincourt, slag bij (25 oktober 1415)

## B
- Baduhenna-woud, slag in het (28)
- Baesweiler, slag bij (1371)
- Bennington, slag bij (27 augustus 1776)
- Baecula, slag bij (208 v.Chr.)
- Bagradas, slag bij de (203 v.Chr.)
- Ballon, slag bij (22 november 845)
- Bannockburn, slag om (1314)
- Barnet, slag van (1471)
- Barnet Heath, slag bij (1461)
- Bautzen, slag bij (1813)
- Baugé, slag bij (1421)
- Belgrado, slag bij (1456)
- Beresteczko, slag bij (1651)
- Bergen-op-zoom, beleg van (1747)
- Blenheim, slag bij (14 augustus 1704)
- Bloedrivier, slag bij (16 december 1838)
- Boksum, slag bij (17 januari 1586)
- Bolia, slag aan de (469)
- Boorne, slag aan de (734)
- Borodino, slag bij (7 september 1812)
- Bosworth, slag bij (1485)
- Boudicca versus Paulinus, veldslag (63)
- Bouvines, slag bij (1214)
- Boven-Baetis,slag bij de (211 v.Chr.)
- Bovianum, slag bij (305 v.Chr.)
- Boyne, slag aan de (12 juli 1690)
- Brandywine, slag bij (9 september 1777)
- Breda (Frederik Hendrik, Beleg van (1637)
- Breda (Spinola, Beleg van (1624-1625)
- Breitenfeld, slag bij (17 september 1631)
- Bulgarophygon, slag bij (896)
- Bull Run, Eerste Slag bij (21 juli 1861)
- Bull Run, Tweede Slag bij (28 augustus-30 augustus1861)
- Bunker Hill, slag bij (17 juni 1775)
- Bushy run, slag bij (1763)

## C
- Calpulapan, slag bij (1860)
- Cambrai, slag bij (20 november - 13 december 1917)
- Camden, slag bij (16 augustus 1780)
- Camerinum, slag bij (298 v.Chr.)
- Camerone (30 april 1863)
- Campus Ardiensis, slag bij (317)
- Capelse Veer, slag om het (december 1944-januari 1945)
- Cannae, slag bij (216 v.Chr.)
- Capua, eerste slag om (212 v.Chr.)
- Capua, tweede slag om (211 v.Chr.)
- Carthago (238), slag bij (238)
- Castricum, slag bij (6 oktober 1799)
- Catalaunische Velden, slag op de (451)
- Catraeth, slag bij (600)
- Caudijnse passen, slag bij de (321 v.Chr.)
- Celaya, slag bij (6 - 15 april 1915)
- Cibalae, slag bij (314)
- Cissa, slag bij (218 v.Chr.)
- Champaubert, slag bij (1814)
- Chaeronea (338 v.Chr.), slag bij (338 v.Chr.)
- Charleston, slag bij (12 mei 1780)
- Chrysopolis, slag bij (324)
- Clontarf, slag bij (1014)
- Beleg en val van Constantinopel (1453) (1453)
- Covadonga, slag bij (722)
- Cowpens, slag bij (17 januari 1781)
- Crécy, slag bij (1346)
- Crotona, slag bij (204 v.Chr.)
- Cuddalore, slag bij (20 juni 1783)
- Culloden, slag bij (16 april 1746)
- Cyzicus, slag bij (193)

## D
- Dalhem, slag bij (20 september 1085)
- Landing in Normandië (6 juni 1944)
- Deorham, slag bij (577)
- Dien Bien Phu, slag bij (1954)
- Dijle, slag bij de (891)
- Dijon, slag bij (500)
- Doggersbank, slag bij de (24-25 januari 1915)
- Doggersbank, slag bij de (5 augustus 1781)
- Dorestad, slag bij (690)
- Dresden, slag bij (26 augustus-27 augustus 1813)
- Duinen, slag in de (4 juni 1658
- Dunbar, slag bij (3 september 1650)
- Dyrrachium, slag bij (10 juli 48 v.Chr.)

## E
- Edge Hill, slag bij (1642)
- Engeland, slag om (1940)
- Erpingham, slag van (1470)
- Eylau, slag bij (1807)

## F
- Falkirk, slag bij (1298)
- Fallen Timbers, slag bij (20 augustus 1794)
- Fano, slag bij (271)
- Fehrbellin, slag van (28 juni 1675)
- Fleurus, slag bij (1794)
- Flodden, slag bij (19 september 1513)
- Florence, slag bij (406)
- Florennes, slag bij (12 september 1015)
- Fontenoy (25 april 1745)
- Formigny (1450)
- Fort Donelson, slag om (12 februari - 16 februari 1862)
- Fort Henry, slag om (6 februari 1862)
- Fort Ticonderoga, slag om (10 mei 1775)
- Fort William Henry, slag om (1757)
- Fredericksburg, slag bij (13 december 1862)
- Frigidus, slag aan de (394)

## G
- Gallipoli, slag om (1915 - 1916)
- Gardameer, slag bij het (268)
- Slag bij Gaugamela (331 v.Chr.)
- Gaurusberg, slag bij de (321 v.Chr.)
- Gavere, slag bij (1453)
- Gettysburg, slag bij (1863)
- Granikos, slag aan de (334 v.Chr.)
- Grenzen, slag der (20-25 augustus 1914)
- Grebbeberg,slag om de (10 mei-12 mei 1940)
- Grumentum, slag bij (207 v.Chr.)
- Groenlo, Beleg van (1627)
- Grossbeeren, slag bij (23 augustus 1813)
- Gross-Jagersdorf, slag bij (30 augustus 1757)
- Guadalcanal, slag om (7 augustus 1942-9 november 1943)
- Guilford Courthouse, slag bij (15 maart 1781)
- Guldensporenslag (11 juli 1302)

## H
- Haslach-Jungingen, slag bij (11 oktober 1805)
- Hastenbeck, slag bij (26 juli 1757)
- Hastings, slag bij (1066)
- Heiligerlee, slag bij (23 mei 1568)
- Herdonia, Eerste slag om (212 v.Chr.)
- Herdonia, Tweede slag om (210 v.Chr.)
- 's-Hertogenbosch, Beleg van (1629)
- Hidaspes, Slag bij de (326 v.Chr.)
- Himera, Slag aan de (310 v.Chr.)
- Himera, slag bij (480 v.Chr.)
- Hittin, slag van (4 juli 1187)
- Hohenlinden, slag bij (3 december 1800)¨
- Homildon hall, slag bij (1402)
- Hoogwoud, slag bij (1256)

## I
- Ieper, Eerste slag om (21 oktober - 10 december 1914)
- Ieper, Tweede slag om (17 april - 25 mei 1915)
- Ieper, Derde slag om (31 juli - 10 november 1917)
- Ieper, Vierde slag om (18 maart - 28 april 1918)
- Ilipa, slag bij (206 v.Chr.)
- Ipsus, slag bij (301 v.Chr.)
- Issus, slag op de vlakte van (194)
- Isonzo, slag aan de (489)
- IJsselmonde, slag bij (1076)
- IJzer, slag om de (18 oktober - 20 november 1914)
- Ivry, slag bij (14 maart 1590)
- Iwo Jima, landing op (16 februari - 26 maart 1945)

## J
- Javazee, slag in de (27 - 28 februari 1942)
- Jemappes, slag bij (6 november 1792)
- Jemmingen, slag bij (1533)
- Jemmingen, slag bij (1568)
- Jersey, Slag om (6 januari 1781)

## K
- Kalka, slag aan de (1223)
- Kallo, slag bij (1638)
- Kassel (1071), slag bij (1071)
- Kassel (1328), slag bij (1328)
- Kassel (1677), slag bij (1677)
- Kara Killisse, slag om (4 augustus - 15 augustus 1915)
- Kiev, slag om (1941)
- Koersk, slag om (4 juli - 22 juli 1943)
- Kolin, slag bij (18 juni 1757)
- Khaybar, slag bij (629)
- Koraalzee, slag in de (begin mei 1942)
- Kulm, slag bij (1813)

## L
- Lafelt, slag bij (2 juli 1747)
- Langres, slag bij (298)
- La Rochelle, beleg van (1627 - 1628)
- Las Navas de Tolosa, slag bij (1212)
- Lautulae, slag bij (316 v.Chr.)
- Lechveld, slag op het (955)
- Legnano, slag bij (29 mei 1176)
- Legnica, slag bij (1241)
- Liegnitz, slag bij (15 augustus 1760)
- Leipzig, slag bij (1813)
- Leuthen, slag bij (5 december 1757)
- Lexington en Concord, slagen bij (19 april 1775)
- Ligny, slag bij (1815)
- Lihula, slag bij (1220)
- Lipany, slag bij (30 mei 1434)
- Little Bighorn, slag bij (25 juni 1876)
- Lobositz, slag bij (1 oktober 1756)
- Louisbourg, slag bij (1758)
- Lützen, slag bij (1632)
- Lützen, slag bij (1813)
- Lugdunum, slag bij (197)

## M
- Maastricht, Spaanse Furie (1576)
- Maastricht, beleg door Parma (12 maart - 1 juli 1579)
- Maastricht, beleg door Frederik-Hendrik (1632)
- Maastricht, beleg door De Moncada (1638)
- Maastricht, beleg door Lodewijk XIV (1673)
- Maastricht, beleg door Willem III (1676)
- Maastricht, beleg door Maurits van Saksen (1748)
- Maastricht, beleg door De Miranda (1793)
- Maastricht, beleg door Kléber (1794)
- Maastricht, blokkade (6e Coalitieoorlog) (1814)
- Maastricht, blokkade (Belgische Opstand) (1830-'33)
- Magnesia, slag bij (190 v.Chr.)
- Majuba, slag van (27 februari 1881)
- Malplaquet, slag bij (11 september 1709)
- Manzikert, slag bij (1071)
- Marathon, slag bij (490 v.Chr.)
- Marengo, slag bij (14 juni 1800)
- Marston Moor, slag bij (1644)
- Maupertuis, slag van (1356)
- Medway, slag bij (43)
- Megiddo, slag om (1468 v.Chr.)
- Menin, slag bij (13 september 1793)
- Merelveld, slag op het (1389)
- Merida, slag bij (429)
- Metaurus, slag bij de (207 v.Chr.)
- Midway, slag bij (5 juni 1942)
- Milaan, slag bij (268)
- Millesimo, slag bij (1796)
- Minden, slag bij (1 augustus 1759)
- Mohács, slag bij (29 augustus 1526)
- Mohi, slag bij (1241)
- Moeresjoel, slag aan de (335)
- Mogadishu, slag om (1993)
- Mollwitz, slag bij (10 april 1741)
- Monmouth, slag bij (27 juni 1778)
- Mons Graupius, slag bij (84)
- Mons Lactarius, slag bij (553)
- Mons Seleucus, slag bij (353)
- Slag bij Montlhéry 1465
- Mookerheide, slag op de (14 april 1574)
- Moore's Creek Bridge, slag bij (27 februari 1776)
- Mortimer's Cross, slag van (1461)
- Moys, slag bij (7 september 1757)
- Mühlberg, slag bij (24 april 1547)
- Munda, slag bij (45 v.Chr.)
- Mursa, slag bij (351)
- Murten, slag bij (22 juni 1476)
- Mycale, slag bij (479 v.Chr.)

## N
- Nadao, slag aan de (454)
- Naissus, slag bij (268)
- Najera, slag bij (1367)
- Nancy, slag bij (15 januari 1477)
- Nanking, slag om (9 december - 13 december 1937)
- Narbonne, slag bij (536)
- Narva, slag bij (30 november 1700)
- Naseby, slag bij (14 juni 1645)
- Neerwinden, Eerste slag bij (29 juli 1693)
- Neerwinden, Tweede slag bij (18 maart 1793)
- Negapatam, slag bij (6 juli 1782)
- Nicaea, Slag bij (193)
- Nieuwpoort, slag bij (1600)
- Nijl, slag op de (1798)
- Nisibis, Slag bij (217)
- Nola, Eerste slag om (216 v.Chr.)
- Nola, Tweede slag om (215 v.Chr.)
- Nola, Derde slag om (214 v.Chr.)
- Nordlingen, slag bij (1634)
- Slag om Normandië (6 juni 1944 - 25 augustus 1944)
- Numistro, slag bij (210 v.Chr.)

## O
- Okinawa, slag om (1 april - 21 juni 1945)
- Oosterweel, slag bij (13 maart 1567)
- Orléans, slag bij (463)
- Othée, slag bij (1403)
- Oudenaarde, slag bij (11 juli 1708)
- Overloon, slag om (30 september 1944)

## P
- Pamplona, slag bij (778)
- Slag bij Panipat (1526)
- Panium, slag bij (198 v.Chr.)
- Patay, slag van (1429)
- Pavia (271), slag bij (271)
- Pavia (539), slag bij (539)
- Pavia (1525), slag bij (1525)
- Pearl Harbor, aanval op (7 december 1941)
- Peipusmeer, slag op het (1242)
- Petersburg, beleg van (15 juni 1864-2 april 1865)
- Pevelenberg, slag bij (1304)
- Pharsalus, slag bij (48 v.Chr.)
- Philippi, slag bij (42 v.Chr.)
- Phillippopolis, slag bij (250)
- Piramiden, slag bij de (21 juli 1798)
- Plassey, slag bij (23 juni 1757)
- Placentia, slag bij (271)
- Placentia (456), slag bij (456)
- Plataeae, slag bij (479 v.Chr.)
- Poitiers (1356), slag bij (1356)
- Poitiers, slag bij (732)
- Point Pleasant, slag bij (10 oktober 1774)
- Pollentia, slag bij (402)
- Poltava, slag bij (8 juli 1709)
- Pontus Milvio, slag bij (312)
- Praag, slag bij (6 mei 1757)
- Providion, slag bij (12 april 1782)
- Puebla, slag bij (1862)

## Q
- Qadesh, slag bij (1299 v.Chr.)
- Qarqar, slag bij (853 v.Chr.)
- Quatre Bras, slag bij (16 juni 1815)
- Quebec, slag om (1759)

## R
- Ramillies (23 mei 1706)
- Ravenna (432)
- Ravenna (1512)
- Reims (356)
- Reims, (13 maart 1814)
- Slag bij het Meer van Regillus (486 v.Chr.)
- Rhesaina (243)
- Rivoli (14 januari 1797)
- Rijmenam
- Rocoux (1746)
- Rocroi (1643)
- Roncevaux (778)
- Roßbach (5 november 1757)

## S
- Sadová, slag bij (1866)
- Sadras, slag bij (17 februari 1782)
- Saguntum, beleg van (218 v.Chr.)
- San Jacinto, slag bij (1836)
- Saratoga, eerste slag bij (19 september 1777)
- Saratoga, tweede slag bij (7 oktober 1777)
- Save, slag aan de (388)
- Savo, zeeslag bij het eiland (9 augustus 1942)
- Slag bij Schellenberg, 2 juli 1704
- Sedan, slag bij (1870)
- Sekigahara, slag bij (20 oktober - 21 oktober 1600)
- Seneffe, slag bij (1674)
- Sentinum, slag bij (295 v.Chr.)
- Shiloh, slag bij (6 april - 7 april 1862)
- Shrewsbury, slag bij (1403)
- Sikayauvatish (522 v.Chr.)
- Silarus, slag bij de (212 v.Chr.)
- Singapore, slag om (30 januari - 15 februari 1942)
- Skagerrak, slag voor het (31 mei - 1 juni 1916)
- Smolensk, slag bij (1812)
- Soissons, slag bij (486)
- Sphacteria, slag bij (425 v.Chr.)
- Spoleto, slag bij (253)
- Sporenslag (1513)
- Somme, slag aan de (1 juli - 18 november 1916)
- St. Albans, Eerste slag van (1455)
- St. Albans, Tweede slag van (1461)
- Stalingrad, slag om (19 november 1942 - 2 februari 1943)
- Stirling, slag bij (1648)
- Stirling Bridge, slag bij (1297)
- Stoney Point, slag bij (15 juli 1779)
- Straatsburg, slag bij (357)
- Sulz am Neckar, slag bij (367)
- Swentanafeld, slag bij (798)

## T
- Taginae,slag bij (552)
- Talas, slag bij de (751)
- Tannenberg (1410), slag bij (15 juli 1410)
- Tannenberg, slag bij (26 augustus-31 augustus 1914)
- Tertry, slag bij (687)
- Teutoburgerwoud, slag bij het (9)
- Tewkesbury, slag van (1471)
- Thapsus, slag bij (6 februari 46 v.Chr.)
- Thermopylae, slag bij (480 v.Chr.)
- Ticinus, slag bij de (218 v.Chr.)
- Tolbiac, slag bij (496)
- Toulon, beleg van (1793)
- Toulon, slag bij (18 september 1793)
- Trafalgar, zeeslag bij (21 oktober 1805)
- Trasimeense Meer, slag bij het (217 v.Chr.)
- Trebia, slag bij de (218 v.Chr.)
- Tricameron, slag bij (533)
- Trincomalee, slag bij (3 september 1782)
- Trojaanse Oorlog (1180 v.Chr.)
- Turnhout (1597), slag bij (1597)
- Turnhout, slag bij (27 oktober 1789)
- Turijn (312), slag bij (312)

## U
- Ulca, slag aan de (488)
- Urbicus, slag aan de (456)

## V
- Valmy, slag bij (20 september 1792)
- Varna, slag bij (10 november 1444)
- Vercellae, slag bij (101 v.Chr.)
- Verdun, slag om (21 februari - 15 december 1916)
- Verona (249), slag bij (249)
- Verona (312), slag bij (312)
- Verona (403), slag bij (403)
- Verona (489), slag bij (489)
- Verulamium, slag bij (429)
- Vézeronce, slag bij (524)
- Vicksburg, beleg van (mei 1863 - 4 juli 1863)
- Vienne, slag bij (501)
- Villalar, slag bij (23 april 1521)
- Vimy-Vimy, slag bij
- Vindonisa,slag bij (298)
- Vlaardingen, slag bij (1018)
- Vouillé, slag bij (507)

## W
- Wakefield, slag bij (1460)
- Warns, slag bij (1345)
- Waterloo, slag bij (18 juni 1815)
- Waver, slag bij 1815
- Wenen (1529), Belegering van (1529)
- Wenen (1683), Beleg van (1683)
- Westbroek, slag bij (1481)
- Westrozebeke, slag bij (1382)
- Wiesloch, slag bij (1622)
- Witte Berg, slag op de (1620)
- Woeringen, slag bij (1288)
- Worcester, slag bij (3 september 1651)
- Worms, slag bij (436)

## Y
- Yamen, slag bij (1279)
- Yorktown, beleg van (1781)

## Z
- Záblati, slag bij (1619)
- Zama Regia, slag bij (202 v.Chr.)
- Zutphen, slag om (1586)
- Zilveren Helmen, slag der (12 augustus 1914)